# Vírus (1999)
Virus (prt/bra: Vírus) é um filme estadunidense de 1999, dos gêneros ficção científica e terror dirigido pelo artista de efeitos visuais John Bruno e estrelado por Jamie Lee Curtis, William Baldwin e Donald Sutherland. Baseado na história em quadrinhos com o mesmo nome de Chuck Pfarrer, conta a história de um navio assolado por uma entidade extraterrestre malévola que busca transformar a humanidade em escravos ciborgues.
O navio usado como o Akademik Vladislav Volkov foi o navio aposentado USNS General Hoyt S. Vandenberg (T-AGM-10). Uma das antenas parabólicas do navio foi danificada intencionalmente para a cena final do filme, onde o navio foi destruído. Algumas das letras cirílicas aplicadas ao filme ainda eram visíveis no casco antes de ser afundado em 27 de maio de 2009. Várias falas de diálogos em Virus foram improvisadas. Por exemplo, o comentário enfático de Richie de que o Volkov tem uma antena "fodida" resultou da surpresa do ator diante da condição do Vandenberg.
Virus foi um fracasso crítico e comercial, arrecadando US$ 30 652 005 que foi menos da metade de seu orçamento de US$ 75 milhões e ganhando críticas negativas. Com base em 48 avaliações, o filme detém uma taxa de aprovação de 10% no Rotten Tomatoes. A maioria dos críticos achou o filme derivado e não original. Revisores apontaram semelhanças com o filme de 1998 Deep Rising. Roger Ebert deu para Virus uma classificação ainda mais baixa do que Deep Rising, que ele considerou um dos piores filmes de 1998 e colocou em sua lista dos mais detestados filmes. As audiências pesquisadas pelo CinemaScore deram ao filme uma nota média de "C" em uma escala A+ a F. Muitos ecoaram sua queixa sobre a cinematografia insuficientemente iluminada. Jamie Lee Curtis não gostou muito do filme. Em uma entrevista ao IGN.com, Curtis tinha o seguinte a dizer sobre Virus: "Essa seria a merda de todos os tempos...É apenas terrível... Essa é a única boa razão para estar em filmes ruins. Então, quando seus amigos tiverem [filmes ruins], você poderá dizer 'Ahhhh, eu tenho o melhor. Estou trazendo Virus".
Apesar do insucesso, com o tempo ganhou status de clássico cult. O filme também foi promovido com uma linha de bonecos de ação, a Virus Collector Series, foi desenvolvida pela ReSaurus para promover o filme. A linha incluía figuras de Foster, Baker, Richie, Capitão Everton, Capitão Alexi, Squeaky e Goliath Machine (o conjunto Golias também incluía uma figura de Nadia). Os capitães e Squeaky foram construídos com seus implantes cyborg, com partes incluídas para restaurar sua aparência humana. Todos os conjuntos, excluindo Goliath e Nadia, incluíam uma ou mais armas para sua figura. Golias também contou com três clipes de som de suas falas do filme. Um videogame lançado na Europa, Virus: It is Aware, também foi desenvolvido e publicado pela Cryo Interactive para o Sony PlayStation. O jogo é um título de terror de sobrevivência semelhante ao conceito dos jogos populares do PlayStation, Resident Evil e Tomb Raider. O jogo teve pouco a ver com o filme, além da introdução e finalização das cinemáticas, que apresentam criaturas infestando um navio e uma estação espacial, respectivamente. O jogo atual segue uma policial feminina, Joan, presa em um hotel infestado junto com seu parceiro Sutter. Os quadrinhos originais foram relançados em formato de graphic novel com capas de álbuns alternadas baseadas no clímax do filme.

## Sinopse
Uma estação espacial russa Mir é atingida por uma violenta descarga elétrica que é repassada para um navio também russo no Pacífico. Dias depois, durante uma tempestade, a tripulação de uma embarcação americana localiza o navio e resolvem abrigar-se neste. No navio eles são atacados pela oficial russa Nadia Vinogradova (Joanna Pacula), que após o susto lhes conta que alguma coisa estranha tomou conta do navio. Descobre-se então que uma força alienígena está agindo e criando formas de vida com partes humanas e robóticas. Os invasores querem que a raça humana seja destruída, pois para eles todos somos vírus.

## Elenco
- Jamie Lee Curtis como Kelly "Kit" Foster
- William Baldwin como Steve Baker
- Donald Sutherland como capitão Robert Everton
- Joanna Pacuła como Nadia Vinogradova
- Marshall Bell como J. W. Woods Jr.
- Sherman Augustus como Richie Mason
- Cliff Curtis como Hiko
- Julio Oscar Mechoso como Squeaky
- Yuri Chervotin como coronel Kominsky
- Keith Flippen como capitão Lonya Rostov
- Levan Uchaneishvili como Alexi